# Katharine Gibbs
Katharine Gibbs, gebürtige Katharine Ryan,  (* 10. Januar 1863 in Galena, Illinois; † 1934) war die Gründerin und jahrelang die Direktorin der Gibbs-Schulen, höherer Fachschulen, die sich auf die Ausbildung von Sekretärinnen spezialisierte. In den USA wurden Absolventinnen dieser Schulen für ihr professionelles Auftreten bekannt – sie wurden als Katie-Gibbs-Girls bezeichnet. Katharine Gibbs, selbst eine Unternehmerin, war sich der begrenzten Berufsmöglichkeiten ihrer Absolventinnen bewusst. Sie selbst hielt 1924 fest:

„Der Berufsweg einer Frau leidet unter dem Mangel von Möglichkeiten, unter einer unfairen Konkurrenz durch Männer, unter Vorurteilen und nicht zuletzt unter ungerechten Gehältern und fehlender Anerkennung.“

## Leben
Katharine Ryan wurde in Galena geboren. Ihr Vater war ein erfolgreicher Kaufmann, der dafür sorgte, dass sie in einem Mädchenpensionat in Neuengland erzogen wurde. Damit sollte sichergestellt werden, dass sie eine breite Allgemeinbildung erhielt. Sie graduierte danach am Manhattanville Konvent of the Sacred Heart, einer Klosterschule in New York City. 1896 heiratete sie William Gibbs. Das Ehepaar bekam zwei Söhne, bevor William Gibbs 1909 bei einem Bootsunfall ums Leben kam. Katharine Gibbs versuchte zunächst durch das Nähen von Kleidung das Auskommen ihrer Familie zu sichern, scheiterte damit aber. Sie schrieb sich danach am Bostoner Simms College für einen Stenografie-Kurs ein, bei dem als Nebenfach auch Fremdsprachen unterrichtet wurde. Absolventinnen dieses Kurses konnten darauf hoffen, von Unternehmen angestellt zu werden, die Wert darauf legten, unter ihren Sekretärinnen auch solche mit weltläufigem Auftreten zu haben.
Katharine Gibbs’ unverheiratete Schwester Mary Ryan schrieb sich 1910 in der Providence School for Secretaries in Providence Rhode Island ein, einer Privatschule für die Ausbildung von Sekretärinnen, und wurde gleichzeitig an dieser Schule Hilfslehrerin. Der Eigentümer der Sekretariatsschule, die Mary Ryan besuchte, bot ihr 1911 die Schule zum Kauf an und Mary Ryan und Katharine Gibbs entschieden sich, gemeinsam die Schule für 1000 USD zu kaufen. Mary Ryan sollte dort unterrichten und Katharine die Schule verwalten. Sie änderten das Lehrprogramm und fokussierten weniger auf Stenographie als auf allgemeine Sekretariatsaufgaben, wobei sich Gibbs von ihrer eigenen Ausbildung inspirieren ließ. Die Schulgründung durch die beiden Schwestern fiel in einen sehr günstigen Zeitraum. In Nordamerika waren die ersten reinen Sekretariatsschulen zwar bereits in den 1890er Jahren entstanden, als immer mehr junge Frauen versuchten, ihren Lebensunterhalt selbst zu verdienen und sich der Beruf einer Stenografistin, die Arbeit in einem Schreibpool oder gar die Arbeit einer Sekretärin zunehmend akzeptierte Berufsbilder von Frauen wurden, gleichzeitig nahm die Zahl der Büroangestellten zu: 1870 waren in den Vereinigten Staaten von 80.000 Büroangestellten nur 3 Prozent Frauen. 1920 gab es insgesamt drei Millionen Büroangestellten und von diesen war nahezu die Hälfte weiblich. Frauen verdrängten Männer sehr bald aus einigen Arbeitsgebieten. Stenografie war eines dieser Aufgabengebiete: die Aufnahme eines Diktats und seine Niederschrift galt als einfache Aufgabe, die keinerlei Initiative verlangte und Frauen schienen dafür nach damaliger Vorstellung über Geschlechterrollen besonders geeignet. Aber auch als anspruchsvoller geltende Sekretariatsarbeiten wurden bald überwiegend Frauen übertragen. Eine Soziologin, die 1925 im Gebiet um Cleveland untersuchte, in welchen Berufsfeldern Frauen beschäftigt wurden, stellte fest, dass lediglich Eisenbahnunternehmen und Energieversorger noch Männer als Sekretäre beschäftigten.
Zum Ausbildungsprogramm der Katherine-Gibbs-Schule gehörten Maschinenschreiben, Stenografie, Büroabläufe und Telefontechniken sowie Recht, Mathematik und Englisch. Später wurden auch die Fächer Produktionsmanagement, Arbeitgeber-Arbeitnehmer-Beziehungen, Finanzmanagement, Buchhaltung und Zeitgeschehen aufgenommen. Zum Unterrichtsprogramm gehörte auch Auftreten und Erscheinungsbild, wobei weniger Wert auf Sexappeal als auf ein professionelles Erscheinungsbild gelegt wurde. Sekretärinnen, die die Schule absolvierten, sollten durch einen sparsamen Gebrauch von Kosmetik und Schmuck auffallen, eher Kleider als Rock und Bluse tragen und wurden angehalten, im Freien Hut und Handschuhe zu tragen. Sie sollten aber auch in der Lage sein, alle Bürosituationen mit Charme und Stil zu meistern. Lynn Peril bezeichnet deshalb in ihrer Geschichte des Sekretärinnenberufes diese Schule mit ihren hohen Anforderungen an Bewerberinnen – verlangt wurde mindestens ein Highschool-Abschluss – und ihrer berüchtigt harten Ausbildung als die „Harvard School“ der Sekretärinnen, verspottet aber gleichzeitig ihre Absolventinnen als Büro-Geishas.
Während des Ersten Weltkriegs, als die Berufstätigkeit von Frauen besonders stark zunahm, expandierte die Schule sehr stark. Gibbs gründete Zweigniederlassungen des Gibbs College in der Nähe der angesehensten amerikanischen Universitäten, die zur sogenannten Ivy League gehörten. So gründete Gibbs eine Zweigniederlassung in Boston und eine in New York City im Jahre 1918.

## Nachwirken
Nach dem Tod von Katharine Gibbs übernahm ihr Sohn Gordon Gibbs die Leitung der Schule und gründete weitere Niederlassungen. Gegen Ende der 1960er Jahre, als der Beruf der Sekretärin zunehmend zu einem Symbol spezifisch weiblicher Benachteiligung wurde, wurden die Fachschulen, die auf Katharine Gibbs Schulgründung zurückgingen, zum Ziel einzelner Protestaktionen. So besetzten 1970 60 Frauen die Eingangshalle der Katharine-Gibbs-Schule in Manhattan, um dagegen zu protestieren, dass die Ausbildung in solchen Sekretariatsschulen Frauen lediglich auf eine dienende Rolle im Berufsleben vorbereite. 1980 lobte jedoch der Christian Science Monitor die Schulen noch als Hort der Tradition, auch wenn die Schulen mittlerweile an zwei Tagen im Jahr ihren Schülerinnen und den wenigen Schülern das Tragen von Jeans erlaubte und zu ihren Schülerinnen auch solche zählte, die später als Führungskräfte in Unternehmen arbeiten wollten. Die letzten Zweigniederlassungen der mittlerweile unter dem Namen „Gibbs-College“ und Katie Gibbs School firmierenden Schulen schlossen im Jahre 2009.

## Einzelbelege
1. ↑  Nikil Saval: Cubed – A Secret History of the Workplace. Doubleday, New York 2014, ISBN 978-0-385-53658-5., Kapitel: The White-Blouse Revolution, Ebook-Position 1543. Im Original lautet das Zitat A Woman’s career is blocket by lack of openings, by unjust male competition, by prejudice and, not least, by inadäquate salary and recognition.
2. ↑  How Katie Gibbs became office word, The Hour, 29. Mai 1986
3. ↑  Nikil Saval: Cubed – A Secret History of the Workplace. Doubleday, New York 2014, ISBN 978-0-385-53658-5., Kapitel: The White-Blouse Revolution, Ebook-Position 1537.
4. ↑  Nikil Saval: Cubed – A Secret History of the Workplace. Doubleday, New York 2014, ISBN 978-0-385-53658-5., Kapitel: The White-Blouse Revolution, Ebook-Position 1235.
5. ↑  Nikil Saval: Cubed – A Secret History of the Workplace. Doubleday, New York 2014, ISBN 978-0-385-53658-5., Kapitel: The White-Blouse Revolution, Ebook-Position 1243
6. ↑   Lynn Peril: Swimming in the Steno Pool . Kapitel Stepping Stone or Millstone?. Ebook-Position 3089.
7. ↑  Nikil Saval: Cubed – A Secret History of the Workplace. Doubleday, New York 2014, ISBN 978-0-385-53658-5., Kapitel: The White-Blouse Revolution, Ebook-Position 1543.
8. ↑  Lynn Peril: Swimming in the Steno Pool. Kapitel So You Want to Be a Secretary. Ebook-Position 749 und 796.
9. ↑  „How Katie Gibbs became office word“, The Hour, May 29, 1986
10. ↑  Lynn Kear, John Rossman, Kay Francis: A Passionate Life And Career (Google eBook) (McFarland, 2006), pg. 18–19
11. ↑  Lynn Peril: Swimming in the Steno Pool. Kapitel Stepping Stone or Millstone: The Liberated Secratary. Ebook-Position 3467.

| Personendaten    | Personendaten                                                                 |
| ---------------- | ----------------------------------------------------------------------------- |
| NAME             | Gibbs, Katharine                                                              |
| ALTERNATIVNAMEN  | Ryan, Katharine (Geburtsname)                                                 |
| KURZBESCHREIBUNG | Gründerin und jahrelang die Direktorin der Gibbs-Schulen, höherer Fachschulen |
| GEBURTSDATUM     | 10. Januar 1863                                                               |
| GEBURTSORT       | Galena, Illinois                                                              |
| STERBEDATUM      | 1934                                                                          |